# Río Savala
El río Savala (en ruso: Савала) es un río localizado en la parte meridional de la Rusia europea, uno de los principales afluentes del río Khoper, a su vez afluente del  río Don. Su longitud total es de 285 km y su cuenca drena una superficie de 7.720 km² .
Administrativamente, el río discurre por el óblast de Tambov y el óblast de Vorónezh de la Federación de Rusia.

## Geografía
El río Savala tiene su fuente en unas modestas colinas de la parte meridional del óblast de Tambov, muy cerca de la localidad de Cakino, a unos 60 km al sur de la ciudad de Tambov (293.658 hab. hab. en 2002). El río discurre en dirección predominantemente Sur, por una región de transición entre la estepa y el bosque templado, con un curso típico de ríos de llanura, con muchas curvas y meandros. En la mayor parte de su curso, el Savala, como otros ríos de la región, tiene sus orillas desiguales, siendo la derecha bastante alta y empinada, mientras la orilla izquierda es baja y aterrazada.
En su curso alto el río se encamina primero en dirección sur, pasando por Tugolukovo y Zerdevka (16.557 hab.). Sale del óblast de Tambov, para adentrarse, por la parte septentrional en el óblast de Vorónezh, atravesando Bratki y luego Dubrovka. En su parte final el río recibe por la izquierda al principal de sus afluentes, a unos kilómetros al oeste de la ciudad de Elan-Kojenovkiij, el río Elan (165 km y una cuenca de 3.630 km²). Luego describe una curva en dirección suroeste, abordando al Khoper desde el sur, por la margen derecha, aguas abajo de la ciudad de Novohoperski (7.640 hab.).
El río Savala es alimentado principalmente por el deshielo. Está congelado desde finales de noviembre hasta finales de marzo/principios de abril, con una subida muy importante de sus aguas en abril y mayo.